# Fragatino
El fragatino es la variedad del catalán hablada en el municipio aragonés de Fraga y, por extensión, en la comarca del Bajo Cinca. Es un habla intermedia entre el leridano y lo ribagorzano, pero también tiene algunos rasgos meridionales comunes con el valenciano.
El léxico de interés etnográfico de Fraga ha sido relativamente estudiado, dado que dicha localidad figura en la Atlas Lingüístico y Etnográfico de Aragón, Navarra y la Rioja con la sigla Ho 602.

## Situación
El fragatino es considerado un dialecto del catalán noroccidental, más concretamente del grupo ribagorzano, es decir, lo que se conoce como hablas de la Franja. Sin embargo, de forma parecida a lo que ocurre con la polémica del valenciano, también existen diferencias entre los hablantes sobre la pertenencia o no de la lengua al catalán. Estos últimos se dividen entre los que consideran el fragatino como un dialecto del aragonés o de transición entre el aragonés y el catalán, y los que creen que son hablas propias evolucionadas en la zona, conocidas popularmente como chapurriau o aragonés oriental, desarrollado en una zona que en la actualidad se conoce oficialmente como Aragón oriental, desechando desde Aragón cualquier otro término foráneo.
Los hablantes de fragatino, independientemente de que lo consideren un dialecto del catalán o no, hacen una distinción entre los hablantes de català y los de fragatí (dialecto de Fraga), mequinensà (dialecto de Mequinenza), torrentí (dialecto de Torrente de Cinca), saidiné (dialecto de Zaidín), etc. Esto puede dar una idea de la particularidad del dialecto, si se tiene en cuenta que se considera que hablantes de localidades a menos de 10 km hablan "catalán". El hecho se explica habitualmente por ser un dialecto de "frontera", con fuertes influencias del castellano y del aragonés.
Hasta finales del siglo XX todavía vivían algunas mujeres de avanzada edad que solo hablaban fragatino. Actualmente los hablantes son bilingües en castellano, lengua en la que se recibe toda la educación primaria y secundaria. En la década de 1980 se introdujo la enseñanza del catalán en la educación secundaria en calidad de optativa.

## Fonética
La fonética del fragatino es muy similar a la del leridano, del ribagorzano y, en menor medida, del valenciano. Quintana (1989) y Veny (1993) mencionan que el fragatino posee 19 fonemas, mientras que el catalán central posee 24. Algunas de sus características son:
- La vocal a final átona se vuelve una e abierta átona como en el leridano y en hablas como la de Gandesa. Por ejemplo, Frague, Lleide y case.
- Palatalización de la l en los grupos latinos -pl-, -cl- y -fl-, como en ribagorzano. Por ejemplo, pllou, pllat, plle o cllau.
- Tendencia, según el tempo de la frase, a la pérdida de la -d- intervocálica, sobre todo en los participios, como en valenciano. Por ejemplo, trobae.[1]

## Léxico
Hay algunos aragonesismos, como por ejemplo las navaes para las almadías y assabel y assabelta, adaptación del aragonés asabelo 'mucho'.